# Orthomorpha zehntneri
Orthomorpha zehntneri är en mångfotingart. Orthomorpha zehntneri ingår i släktet Orthomorpha och familjen orangeridubbelfotingar. Inga underarter finns listade i Catalogue of Life.